# Олімпійський стадіон (Сус)
Олімпійський стадіон у Сусі (фр. Stade Olympique de Sousse, араб. الملعب الأولمبي بسوسة) — багатофункціональний стадіон у Сусі, Туніс Домашня арена футбольного клубу «Етуаль дю Сахель». Стадіон вміщує 28 000 людей.
На ньому зокрема відбувся молодіжний чемпіонат світу з футболу 1977 року, Кубок африканських націй 1994 року, Середземноморські ігри 2001 року та Кубок африканських націй 2004 року.

## Історія
Стадіон був урочисто відкритий у 1973 році місткістю 10 000 місць і незабаром прийняв молодіжний чемпіонат світу з футболу 1977 року, в рамках якого на арені пройшли всі шість ігор групи С.
Пізніше стадіон було розширено до 15 000 місць, а потім місткість знову було збільшено з нагоди Кубка африканських націй 1994 року на 6 000 додаткових місць, щоб досягти місткості 21 000 місць; Одночасно було встановлено освітлення. В рамках турніру пройшло шість матчів групового етапу та два матчі чвертьфіналу.
Останнє розширення було здійснено в 1999 році, щоб збільшити місткість стадіону до 28 000 місць для Середземноморських ігор 2001 року, була проведена реорганізація VIP-галереї з 70 до 217 місць. За три роки на стадіоні також пройшли чотири матчі групового етапу та один матч півфіналу Кубок африканських націй 2004 року.
Олімпійський стадіон Сусса також приймав деякі матчі збірної Лівії через громадянську війну у країні, зокрема матч проти Руанди в рамках кваліфікації до чемпіонату світу 2018 року.

## Реконструкція
У листопаді 2017 року під час візиту до Суса президента республіки Беджі Каїда Ес-Себсі заявив про початок розширення стадіону і у березні 2019 року розпочались роботи. Міністр молоді та спорту Соня Бен-Шейх, що оновлений стадіон матиме можливість прийняти 45 000 глядачів замість поточної місткості.
Вартість завершення загальних робіт була оцінена у 32 мільйони туніських динарів, у тому числі 4 мільйони динарів як внесок муніципалітету Суса та 2 мільйони динарів як внесок команди, і, як очікується продовжиться 27 місяців.

## Міжнародні матчі

### Збірна Тунісу з футболу
На стадіоні відбулися наступні матчі збірної Тунісу.
| #  | Дата              | Рахунок | Суперник     | Турнір                                          |
| -- | ----------------- | ------- | ------------ | ----------------------------------------------- |
| 1. | 23 березня 1983   | 1–0     | Марокко      | Товариський матч                                |
| 2. | 2 січня 1995      | 2–0     | Єгипет       | Товариський матч                                |
| 3. | 6 жовтня 1996     | 2–0     | Сьєрра-Леоне | Кваліфікація Кубка африканських націй 1998      |
| 4. | 2 травня 1998     | 1–1     | Грузія       | Товариський матч                                |
| 5. | 12 серпня 2009    | 0–0     | Кот-д'Івуар  | Товариський матч                                |
| 6. | 29 травня 2011    | 3–0     | ЦАР          | Товариський матч                                |
| 7. | 3 червня 2011     | 5–0     | Чад          | Кваліфікація Кубка африканських націй 2012      |
| 8. | 14 листопада 2012 | 1–2     | Швейцарія    | Товариський матч                                |
| 9. | 6 липня 2013      | 0–1     | Марокко      | Кваліфікація Чемпіонату африканських націй 2014 |

### Молодіжний чемпіонат світу з футболу 1977
| Дата           | Час   | Команда No1 | Рез. | Команда No2 | Раунд   |
| -------------- | ----- | ----------- | ---- | ----------- | ------- |
| 27 червня 1977 | 12:00 | Італія      | 1–1  | Кот-д'Івуар | Група С |
| 27 червня 1977 | 16:00 | Бразилія    | 5–1  | Іран        | Група С |
| 30 червня 1977 | 12:00 | Іран        | 0–0  | Італія      | Група С |
| 30 червня 1977 | 16:00 | Кот-д'Івуар | 1–1  | Бразилія    | Група С |
| 3 липня 1977   | 12:00 | Іран        | 3–0  | Кот-д'Івуар | Група С |
| 3 липня 1977   | 16:00 | Бразилія    | 2–0  | Італія      | Група С |

### Середземноморські ігри 2001
| Дата            | Команда No1 | Рез. | Команда No2 | Раунд   |
| --------------- | ----------- | ---- | ----------- | ------- |
| 5 вересня 2001  | Греція      | 1–2  | Туреччина   | Група В |
| 9 вересня 2001  | Туреччина   | 1–1  | Лівія       | Група В |
| 11 вересня 2001 | Греція      | 1–0  | Лівія       | Група В |

### Кубок африканських націй 1994
| Дата            | Команда No1 | Рез. | Команда No2  | Раунд       | Відвідуваність |
| --------------- | ----------- | ---- | ------------ | ----------- | -------------- |
| 27 березня 1994 | Кот-д'Івуар | 4–0  | Сьєрра-Леоне | Група С     | 10 000         |
| 27 березня 1994 | Гана        | 1–0  | Гвінея       | Група D     | 10 000         |
| 29 березня 1994 | Замбія      | 0–0  | Сьєрра-Леоне | Група С     | 6000           |
| 29 березня 1994 | Сенегал     | 2–1  | Гвінея       | Група D     | 6000           |
| 31 березня 1994 | Замбія      | 1–0  | Кот-д'Івуар  | Група С     | 6000           |
| 31 березня 1994 | Гана        | 1–0  | Сенегал      | Група D     | 6000           |
| 3 квітня 1994   | Замбія      | 1–0  | Сенегал      | Чвертьфінал | 8000           |
| 3 квітня 1994   | Гана        | 1–2  | Кот-д'Івуар  | Чвертьфінал | 8000           |

### Кубок африканських націй 2004
| Дата           | Час   | Команда No1 | Рез. | Команда No2 | Раунд    | Відвідуваність |
| -------------- | ----- | ----------- | ---- | ----------- | -------- | -------------- |
| 25 січня 2004  | 19:00 | Камерун     | 1–1  | Алжир       | Група С  | 20000          |
| 29 січня 2004  | 19:00 | Алжир       | 2–1  | Єгипет      | Група D  | 15000          |
| 3 лютого 2004  | 14:00 | Алжир       | 1–2  | Зімбабве    | Група С  | 10 000         |
| 4 лютого 2004  | 18:00 | Марокко     | 1–1  | ПАР         | Група D  | 6000           |
| 11 лютого 2004 | 19:00 | Марокко     | 4–0  | Малі        | Півфінал | 15000          |